# Piddelborn

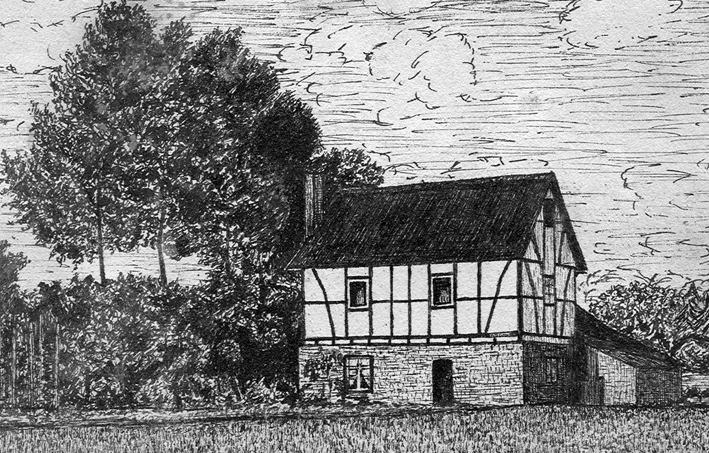
Die Piddelbornsmühle um 1900, Federzeichnung eines unbekannten Künstlers

Piddelborn ist ein Ortsteil im Stadtteil Gronau von Bergisch Gladbach.

## Geschichte
Der Name Piddelborn geht auf einen frühneuzeitlichen Siedlungsnamen zurück, der für 1595 als am Piddelborn belegt ist. Das Urkataster verzeichnet den Hof Piddelborn als an der Straße von Mülheim nach Gladbach (das ist die heutige Mülheimer Straße) gelegen. Zur Deutung des Namens Piddelborn liegen unterschiedliche Erklärungen vor:
- Das Grundwort born bezog sich auf eine kleine Quelle (= Born), die an einem nahegelegenen Schilfweiher lag.
- Das Lehnwort Piddel ist hergeleitet von dem mittelniederländischen Wort pedel (= Sumpfland). Die Nähe des Schilfweihers lässt auf ein morastiges Gelände schließen und würde diese Deutung bestätigen.
- Eine andere Deutung besagt, dass die besagte Quelle nur über einen „Piddel“, das heißt mundartlich über einen vorstehenden Gehbalken erreicht werden konnte. In diesem Fall hätte sich der Name auf einen mündlich überlieferten Holzsteg über einen Nebenbach der Strunde bezogen.

Die heutige Piddelbornstraße ist 1895 nach ihrem Zielort auf dem Weg von der Piddelbornsmühle zum Piddelborn benannt worden.

## Piddelbornsmühle
Südlich vom Hof Piddelborn stand an der Strunde die Piddelbornsmühle, die 1976 abgerissen wurde.